# Grossesse non désirée
Ne doit pas être confondu avec Grossesse forcée.
Une grossesse non désirée est une grossesse imprévue au moment de la conception. 
Un acte sexuel (a fortiori une pénétration vaginale) effectué sans moyen de contraception ou le fait d'avoir subi un viol (sans préservatif) augmente le risque d'une grossesse non désirée. 
Environ 45 % des grossesses dans le monde sont non désirées, mais ce chiffre varie beaucoup selon les zones géographiques et selon les statuts démographiques.  
Les grossesses non désirées aboutissent parfois une IVG,. Elles peuvent aboutir à une fausse couche ou à une naissance non voulue.